# Debitiv
Der Debitiv, auch Nezessitativ oder Notwendigkeitsform genannt, ist ein Verbalmodus des Müssens. Er kommt beispielsweise im Lettischen vor, so z. B. im Ausdruck man jābūt mājās „ich muss zu Hause sein“; jābūt ist die spezielle Debitivform, das Agens steht im Dativ. Ähnlich ist die Verwendung des Dativus auctoris in der lateinischen Gerundiv-Konstruktion: mihi bibendum est „ich muss trinken“.
Der Debitiv drückt eine objektive Notwendigkeit aus. So bedeutet tev jādzer tēja bez cukura „du musst Tee ohne Zucker trinken“ (– weil kein Zucker im Haus ist). Liegt keine objektive Notwendigkeit vor, werden Modalverben benutzt.